# Katharina de la Durantaye

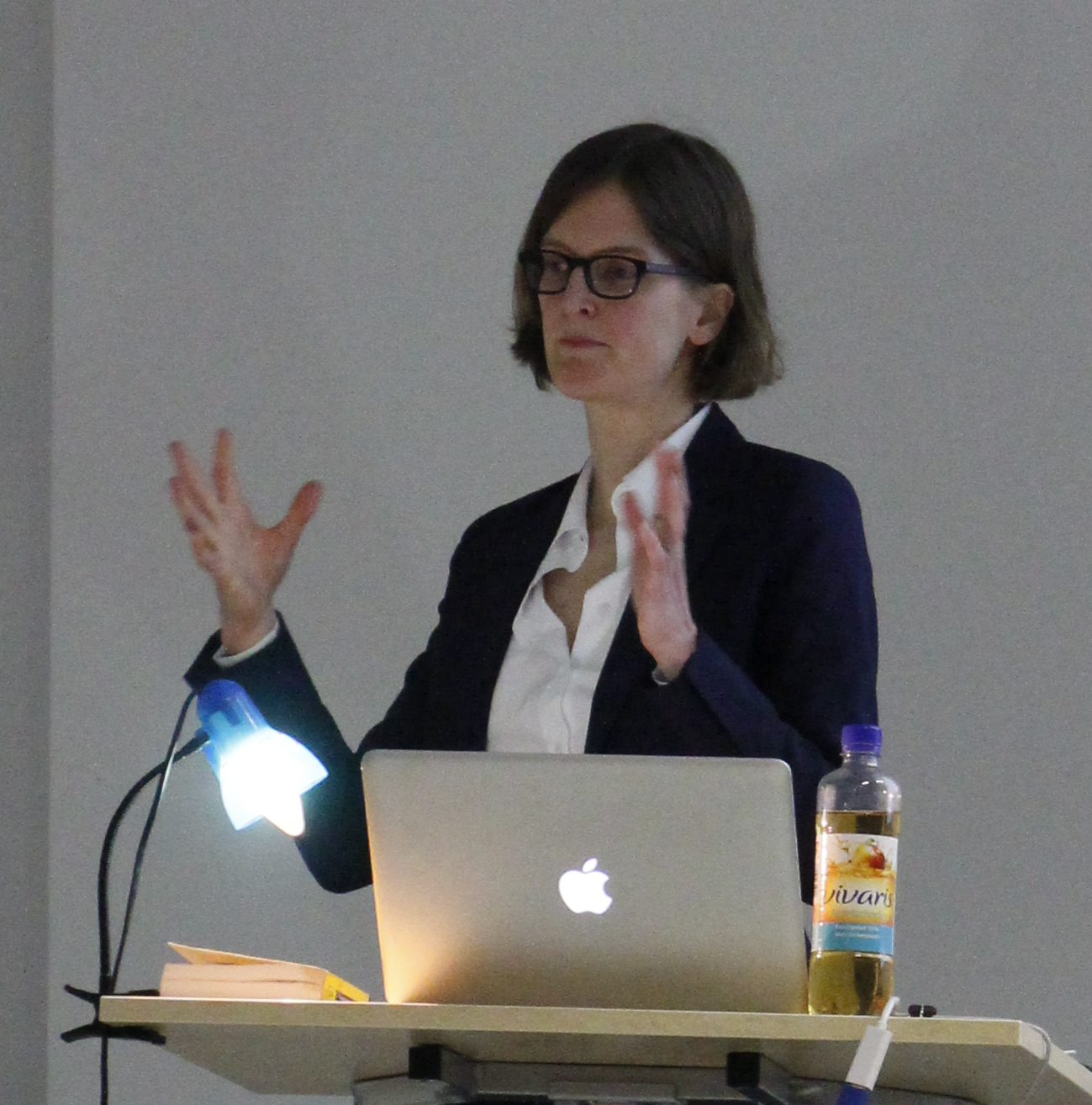
Katharina de la Durantaye

Katharina de la Durantaye (* 1975 in Düsseldorf als Katharina Schickert) ist eine deutsche Rechtswissenschaftlerin und Hochschullehrerin an der Humboldt-Universität zu Berlin.

## Leben
Nach ihrem Abitur studierte de la Durantaye ein Jahr lang Discipline delle Arti, della Musica e dello Spettaculo (DAMS) an der Università di Bologna, bevor sie 1995 ein Studium der Rechtswissenschaften begann, zunächst an der Heinrich-Heine-Universität Düsseldorf, dann an der Humboldt-Universität zu Berlin, wo sie auch Neuere deutsche Literatur mit den Nebenfächern Kulturwissenschaften und Volkswirtschaftslehre im Grundstudium studierte. 2000 legte sie das Erste Juristische Staatsexamen ab, 2003 wurde sie an der Humboldt-Universität zu Berlin mit einer Arbeit über Frühformen des Urheberrechts im Rom der klassischen Antike promoviert. Nach Abschluss des Zweiten Juristischen Staatsexamens in Berlin ging sie an die Yale Law School. Dort erwarb sie 2005 einen Master of Laws (LL.M.).
Von 2005 bis 2010 arbeitete de la Durantaye als Hochschullehrerin an der Boston University School of Law, der Columbia Law School und der St. John’s University School of Law. Von 2010 bis 2018 war sie als Juniorprofessorin für Bürgerliches Recht, insbesondere Internationales Privatrecht und Rechtsvergleichung, an der Humboldt-Universität zu Berlin tätig. Dort gründete und leitete sie die Humboldt Law Clinic Internetrecht. 2018 wechselte sie an die Europa-Universität Viadrina in Frankfurt (Oder) auf einen Lehrstuhl für Bürgerliches Recht und Privates Medienrecht. Im Januar 2019 habilitierte sie sich an der Humboldt-Universität mit einer Arbeit zur Rechtsgeschäftslehre aus rechtsökonomischer Perspektive. 2021 wechselte sie an die Freie Universität Berlin auf den Lehrstuhl für Bürgerliches Recht, Wirtschafts-, Wettbewerbs- und Immaterialgüterrecht und fungierte dort zugleich auch als Akademische Leiterin des Master of European and International Business, Competition und Regulatory Law (MBL-FU). 2024 kehrte sie an die Humboldt-Universität zurück und übernahm dort den Lehrstuhl für Bürgerliches Recht und Recht der Digitalisierung.

## Wirken
De la Durantaye forscht insbesondere zum (vergleichenden und internationalen) Immaterialgüterrecht, zur Plattformregulierung und zum Datenrecht. Sie engagiert sich für den freien Zugang zu wissenschaftlichen und literarischen Werken. In diesem Zusammenhang trat sie mehrfach als Sachverständige vor dem Rechtsausschuss des Deutschen Bundestages sowie dem Ausschuss für Kultur und Medien des Landtags Nordrhein-Westfalen auf. Gefördert vom Bundesministerium für Bildung und Forschung hat sie in ihrem Buch "Allgemeine Bildungs- und Wissenschaftsschranke" einen konkreten Vorschlag zur Modernisierung des deutschen Wissenschaftsurheberrechts unterbreitet. Gemeinsam mit Michael Grünberger und anderen Kolleginnen und Kollegen hat sie "Urheberrecht 2030 – Memorandum zur Zukunft des kreativen Ökosystems in Europa" verfasst.
Sie ist Mitherausgeberin der Open-Access-Zeitschrift Recht und Zugang (RuZ) und der Open-Access-Schriftenreihe digital | recht. Seit 2020 ist sie Mitglied im Aufsichtsrat von AlgorithmWatch.

## Schriften (Auswahl)
- Der Schutz literarischer Urheberschaft im Rom der klassischen Antike. Mohr Siebeck, Tübingen 2005, ISBN 978-3-16-148397-4 (Dissertation).
- Allgemeine Bildungs- und Wissenschaftsschranke. MV Wissenschaft, Münster 2014, ISBN 978-3-95645-160-7.
- Erklärung und Wille. Mohr Siebeck, Tübingen 2020, ISBN 978-3-16-158185-4, eISBN 978-3-16-158186-1 (Habilitationsschrift).
- Casebook BGB Allgemeiner Teil. Nomos, Baden-Baden 2020, ISBN 978-3-8487-4472-5 (mit Malte Stieper).
- Nutzung urheberrechtlich geschützter Inhalte zum Training generativer künstlicher Intelligenz – ein Lagebericht, AfP Zeitschrift für das gesamte Medienrecht 2024, S. 9–22; doi:10.9785/afp-2024-550103.
- „Garbage in, garbage out“ - Die Regulierung generativer KI durch Urheberrecht, Zeitschrift für Urheber- und Medienrecht 2023, S. 645–660.